# Francesco Carlini
Francesco Carlini (Milão, 7 de janeiro de 1783 — Milão, 29 de agosto de 1862) foi um astrônomo italiano.
Foi diretor do Observatório Astronômico de Brera em 1832. Publicou Nuove tavole de moti apparenti del sole em em 1832. Já havia publicado em 1810 Esposizione di un nuovo metodo di construire le taole astronomiche applicato alle tavole del sole. Participou com Giovanni Plana em um projeto geodético na Áustria e na Itália. Nesta época realizou medições com pêndulos no Mont Cenis, obtendo uma das primeiras estimativas da densidade e massa da terra
A cratera lunar Carlini foi batizada em sua homenagem.